# Periscope
Periscope fue una aplicación creada en Estados Unidos, propiedad de Twitter, Inc. para la transmisión de video en directo (streaming), desarrollada por Kayvon Beykpour y Joe Bernstein. En palabras de sus creadores "un video en directo puede transportarnos al lugar y mostrarnos lo que allí ocurre."
La app salió al mercado el 16 de marzo de 2015 para iPhone y el 26 de mayo de 2015 para Android.
Permitió a sus usuarios retransmitir en directo el vídeo que va captando su teléfono inteligente, en vivo para otros usuarios de Periscope.
Posteriormente han surgido otras aplicaciones que también permiten retransmisión de vídeo en directo, por ejemplo Facebook Watch, Instagram Live y YouTube Live. 
Twitter, Inc. ha anunciado el cierre de Periscope para el día 31 marzo del 2021 reemplazándolo con una función interna llamada Twitter en directo.

## Servicio
Los servicios de Periscope están disponibles en la aplicación móvil así como a través de Twitter. Cuando se conecta con Twitter, los usuarios de esta aplicación pueden compartir con otros usuarios las ligas tuiteadas para ver la transmisión de video en video.
Los usuarios de Periscope pueden elegir dejar su vídeo como público o dejarlo disponible sólo para ciertos usuarios.
Periscope permite a los espectadores enviar "corazones" a quien está realizando la transmisión del vídeo, como señal de que les gusta.

## Ventajas
1. La transmisiones pueden seguirse por medio de un navegador Web o por Twitter.
2. Posibilita el control de privacidad.
3. Al terminar el vídeo, se queda para siempre en la aplicación, para los usuarios que no pudieron verlo en vivo.
4. Con el botón de ubicación se puede colocar una etiqueta geográfica al vídeo, el cual permite descubrir contenido según el área en el que se creó.
Figuras  públicas como el futbolista Gerard Piqué han hecho popular el uso de esta herramienta social.

## Desventajas
1. Periscope notifica las transmisiones en Twitter y Facebook, no en otras redes sociales.
2. Iniciar un streaming tarda hasta 10 segundos, dependiendo de la velocidad de Internet disponible.
3. Si se usa sin conexión a una red inalámbrica de internet, consumirá una gran cantidad de datos del teléfono.
4. Consume una notable cantidad de batería en poco tiempo.
"
5. Existen algunos grupos de personas (trolls) que se dedican a insultar en las transmisiones y es necesario ir bloqueándolos uno a uno .